# Richard Grenville
Richard Grenville (ur. 15 czerwca 1542 w Buckland Abbey lub Bideford, zm. 10 września 1591 koło Flores) – angielski korsarz i odkrywca.
Urodzony w rodzinie szlacheckiej, kuzyn Waltera Raleigha. Grenville podjął karierę wojskową i uczestniczył w wojnie austriacko-tureckiej na Węgrzech (1566–1568), następnie służył w Irlandii. W 1576 roku mianowany został szeryfem Kornwalii i otrzymał tytuł szlachecki.
W 1585 roku Grenville stanął na czele pierwszej angielskiej ekspedycji kolonialnej do Ameryki Północnej. Dowodzona przez niego flota siedmiu statków zabrała na pokład 115 osadników, którzy założyli kolonię na wyspie Roanoke, u wybrzeża Karoliny Północnej; rok później kolonia została opuszczona.
W 1588 roku Grenville dostarczył trzy okręty, które weszły w skład floty admirała Charlesa Howarda, która przeciwstawiła się hiszpańskiej Wielkiej Armadzie.
W 1591 roku jako wiceadmirał był zastępcą Thomasa Howarda dowodzącego eskadrą, której celem było przechwycenie hiszpańskiej floty skarbów u wybrzeży Azorów. Niespodziewana przewaga liczebna hiszpańskiej floty doprowadziła do odwrotu sił angielskich. Dowodzony przez Grenville'a okręt „Revenge” znalazł się odcięty od reszty angielskich okrętów i samodzielnie musiał przeciwstawić się ponad 50-okrętowej flocie (bitwa morska pod Flores). Po piętnastogodzinnej wymianie ognia, w wyniku której jeden z hiszpańskich okrętów zatonął, a kolejny został ciężko uszkodzony, „Revenge” zmuszony został do kapitulacji. Grenville, wzięty do niewoli, zmarł kilka dni później w wyniku odniesionych ran. Wydarzenie to zyskało legendarny status, uwiecznione w balladzie Alfreda Tennysona The Revenge: A Ballad of the Fleet.